# Interlands voetbalelftal van de Verenigde Arabische Emiraten 2010-2019
Deze pagina toont een chronologisch en gedetailleerd overzicht van de interlands die het voetbalelftal van de Verenigde Arabische Emiraten speelt en heeft gespeeld in de periode 2010 – 2019. In dit decennium namen de Emiraten deel aan alle edities van het Aziatisch kampioenschap voetbal (halve finaleplaats in 2015), maar wist het zich nog niet te plaatsen voor het wereldkampioenschap voetbal. In 2013 werd de Golf Cup of Nations gewonnen, een regionaal kampioenschap voor Golfstaten.

## Interlands

### 2010
|                                                                           |                              |       |          |                                                                                |
| 6 januari Kwalificatie AK 2011 Groep C № 431 «onderlinge duels» 18:00 uur | Verenigde Arabische Emiraten | 1 – 0 | Maleisië | Sharjahstadion, Sharjah Toeschouwers: 3.500 Scheidsrechter: Muhsen Basma (SYR) |
| 6 januari Kwalificatie AK 2011 Groep C № 431 «onderlinge duels» 18:00 uur | Ahmed Kalil 90+3'            |       |          | Sharjahstadion, Sharjah Toeschouwers: 3.500 Scheidsrechter: Muhsen Basma (SYR) |

|                                                                         |             |                      |                              |                                                                                                   |
| 3 maart Kwalificatie AK 2011 Groep C № 432 «onderlinge duels» 18:00 uur | Oezbekistan | 0 – 1                | Verenigde Arabische Emiraten | Pakhtakor Markaziystadion, Tasjkent Toeschouwers: 20.000 Scheidsrechter: Tayeb Shamsuzzaman (BAN) |
| 3 maart Kwalificatie AK 2011 Groep C № 432 «onderlinge duels» 18:00 uur |             | 90+2' Sultan Bargash |                              | Pakhtakor Markaziystadion, Tasjkent Toeschouwers: 20.000 Scheidsrechter: Tayeb Shamsuzzaman (BAN) |

|                                                             |                                      |       |                                                       |                                                                                      |
| 29 mei Vriendschappelijk № 433 «onderlinge duels» 17:00 uur | Moldavië                             | 2 – 3 | Verenigde Arabische Emiraten                          | Sportzentrum Anif, Anif Toeschouwers: 200 Scheidsrechter: Robert Schörgenhofer (AUT) |
| 29 mei Vriendschappelijk № 433 «onderlinge duels» 17:00 uur | Igor Tigirlas 14' Simeon Bulgaru 80' |       | 26' Fares Juma 31' Mohamed Al-Shehhi 89' Ahmed Khalil | Sportzentrum Anif, Anif Toeschouwers: 200 Scheidsrechter: Robert Schörgenhofer (AUT) |

|                                                             |                        |       |                              |                                                                                  |
| 5 juni Vriendschappelijk № 434 «onderlinge duels» 17:00 uur | Algerije               | 1 – 0 | Verenigde Arabische Emiraten | Playmobil-Stadion, Fürth Toeschouwers: 13.000 Scheidsrechter: Peter Sippel (GER) |
| 5 juni Vriendschappelijk № 434 «onderlinge duels» 17:00 uur | Karim Ziani 50' (pen.) |       |                              | Playmobil-Stadion, Fürth Toeschouwers: 13.000 Scheidsrechter: Peter Sippel (GER) |

|                                                                  |                                                            |       |         |                                                                        |
| 7 september Vriendschappelijk № 435 «onderlinge duels» 21:00 uur | Verenigde Arabische Emiraten                               | 3 – 0 | Koeweit | Sjeik Zayidstadion, Abu Dhabi Scheidsrechter: Valentin Kovalenko (UZB) |
| 7 september Vriendschappelijk № 435 «onderlinge duels» 21:00 uur | Ahmed Khalil 22' Khalid Sabeel 50' Saeed Al-Kuthairi 90+1' |       |         | Sjeik Zayidstadion, Abu Dhabi Scheidsrechter: Valentin Kovalenko (UZB) |

|                                                                |                              |                                              |       |                                                                                        |
| 9 oktober Vriendschappelijk № 436 «onderlinge duels» 18:30 uur | Verenigde Arabische Emiraten | 0 – 2                                        | Chili | Sjeik Zayidstadion, Abu Dhabi Toeschouwers: 500 Scheidsrechter: Khalil Al-Ghamdi (KSA) |
| 9 oktober Vriendschappelijk № 436 «onderlinge duels» 18:30 uur |                              | 6' (pen.) Roberto Cereceda 37' Pedro Morales |       | Sjeik Zayidstadion, Abu Dhabi Toeschouwers: 500 Scheidsrechter: Khalil Al-Ghamdi (KSA) |

|                                                                 |                              |                    |        |                               |
| 12 oktober Vriendschappelijk № 437 «onderlinge duels» 19:00 uur | Verenigde Arabische Emiraten | 0 – 2              | Angola | Sjeik Zayidstadion, Abu Dhabi |
| 12 oktober Vriendschappelijk № 437 «onderlinge duels» 19:00 uur |                              | 25' Rasca 89' Vado |        | Sjeik Zayidstadion, Abu Dhabi |

|                                                                  |                                                                                              |       |       |                        |
| 18 november Vriendschappelijk № 438 «onderlinge duels» 18:00 uur | Verenigde Arabische Emiraten                                                                 | 5 – 0 | India | Za'abeelstadion, Dubai |
| 18 november Vriendschappelijk № 438 «onderlinge duels» 18:00 uur | Maher Jassim 15' Amer Mubarak 35' Ali Al-Wehaibi 60' Ahmed Al-Junaibi 70' Ali Al-Wehaibi 72' |       |       | Za'abeelstadion, Dubai |

| Golf Cup of Nations 2010 |
| ------------------------ |

|                                                                            |      |       |                              |                                                                  |
| 23 november Golf Cup of Nations Groep B № 439 «onderlinge duels» 18:00 uur | Irak | 0 – 0 | Verenigde Arabische Emiraten | 22 Meistadion, Aden Scheidsrechter: Abdelrahman Al-Qathani (KSA) |
| 23 november Golf Cup of Nations Groep B № 439 «onderlinge duels» 18:00 uur |      |       |                              | 22 Meistadion, Aden Scheidsrechter: Abdelrahman Al-Qathani (KSA) |

|                                                                            |                              |       |      |                                                                |
| 26 november Golf Cup of Nations Groep B № 440 «onderlinge duels» 15:00 uur | Verenigde Arabische Emiraten | 0 – 0 | Oman | 22 Meistadion, Aden Scheidsrechter: Hamdy Raaban Shaaban (EGY) |
| 26 november Golf Cup of Nations Groep B № 440 «onderlinge duels» 15:00 uur |                              |       |      | 22 Meistadion, Aden Scheidsrechter: Hamdy Raaban Shaaban (EGY) |

|                                                                            |                                                             |       |                         |                                                           |
| 29 november Golf Cup of Nations Groep B № 441 «onderlinge duels» 18:00 uur | Verenigde Arabische Emiraten                                | 3 – 1 | Bahrein                 | 22 Meistadion, Aden Scheidsrechter: Khamis Al-Marri (BHR) |
| 29 november Golf Cup of Nations Groep B № 441 «onderlinge duels» 18:00 uur | Subait Al-Junaibi 4' Fares Al-Saadi 8' Ahmed Al-Junaibi 64' |       | 35' Abdulla Baba Fatadi | 22 Meistadion, Aden Scheidsrechter: Khamis Al-Marri (BHR) |

|                                                                            |                              |                 |               |                                                       |
| 2 december Golf Cup of Nations Halve finale № 442 «onderlinge duels» 20:00 | Verenigde Arabische Emiraten | 0 – 1           | Saoedi-Arabië | 22 Meistadion, Aden Scheidsrechter: Kenji Ogiya (JPN) |
| 2 december Golf Cup of Nations Halve finale № 442 «onderlinge duels» 20:00 |                              | 55' Ahmad Abbas |               | 22 Meistadion, Aden Scheidsrechter: Kenji Ogiya (JPN) |

|  |  |  |  |  |  |  |  |  |

### 2011
|                                                                |                                           |       |       |                               |
| 2 januari Vriendschappelijk № 443 «onderlinge duels» 18:00 uur | Verenigde Arabische Emiraten              | 2 – 0 | Syrië | Sjeik Zayidstadion, Abu Dhabi |
| 2 januari Vriendschappelijk № 443 «onderlinge duels» 18:00 uur | Saeed Al-Kathiri 64' Theyab Al-Musabi 89' |       |       | Sjeik Zayidstadion, Abu Dhabi |

|                                                                |                              |       |           |                                                                                   |
| 5 januari Vriendschappelijk № 444 «onderlinge duels» 18:30 uur | Verenigde Arabische Emiraten | 0 – 0 | Australië | Sjeik Khalifastadion, Al Ain Toeschouwers: 6.000 Scheidsrechter: Ali Shaban (KUW) |
| 5 januari Vriendschappelijk № 444 «onderlinge duels» 18:30 uur |                              |       |           | Sjeik Khalifastadion, Al Ain Toeschouwers: 6.000 Scheidsrechter: Ali Shaban (KUW) |

| Aziatisch kampioenschap voetbal 2011 |
| ------------------------------------ |

|                                                                               |             |       |                              |                                                                                                |
| 11 januari Aziatisch kampioenschap Groep D № 445 «onderlinge duels» 16:15 uur | Noord-Korea | 0 – 0 | Verenigde Arabische Emiraten | Suheim Bin Hamadstadion, Doha Toeschouwers: 3.639 Scheidsrechter: Subkhiddin Mohd Salleh (MAS) |
| 11 januari Aziatisch kampioenschap Groep D № 445 «onderlinge duels» 16:15 uur |             |       |                              | Suheim Bin Hamadstadion, Doha Toeschouwers: 3.639 Scheidsrechter: Subkhiddin Mohd Salleh (MAS) |

|                                                                               |                              |                          |      |                                                                                            |
| 15 januari Aziatisch kampioenschap Groep D № 446 «onderlinge duels» 19:15 uur | Verenigde Arabische Emiraten | 0 – 1                    | Irak | Ahmed bin Alistadion, Ar Rayyan Toeschouwers: 7.233 Scheidsrechter: Yuichi Nishimura (JPN) |
| 15 januari Aziatisch kampioenschap Groep D № 446 «onderlinge duels» 19:15 uur |                              | 90+3' (e.d.) Walid Abbas |      | Ahmed bin Alistadion, Ar Rayyan Toeschouwers: 7.233 Scheidsrechter: Yuichi Nishimura (JPN) |

|                                                                               |                              |                                                              |      |                                                                                      |
| 19 januari Aziatisch kampioenschap Groep D № 447 «onderlinge duels» 19:15 uur | Verenigde Arabische Emiraten | 0 – 3                                                        | Iran | Suheim Bin Hamadstadion, Doha Toeschouwers: 5.012 Scheidsrechter: Kim Dong-jin (KOR) |
| 19 januari Aziatisch kampioenschap Groep D № 447 «onderlinge duels» 19:15 uur |                              | 67' Arash Afshin 83' Mohammad Nouri 90+4' (e.d.) Walid Abbas |      | Suheim Bin Hamadstadion, Doha Toeschouwers: 5.012 Scheidsrechter: Kim Dong-jin (KOR) |

|  |  |  |  |  |  |  |  |  |

|                                                              |                                                                                              |       |                                       |                              |
| 17 juli Vriendschappelijk № 448 «onderlinge duels» 20:00 uur | Verenigde Arabische Emiraten                                                                 | 6 – 2 | Libanon                               | Sjeik Khalifastadion, Al Ain |
| 17 juli Vriendschappelijk № 448 «onderlinge duels» 20:00 uur | Ahmed Khalil 8' Ahmed Khalil 18' Mohamed Al-Shehhi 22' Hamdan Al-Kamali 44' Ahmed Khalil 54' |       | 30' Mahmoud El Ali 68' Mahmoud El Ali | Sjeik Khalifastadion, Al Ain |

|                                                                              |                                                                                |       |       |                                                                                         |
| 23 juli Kwalificatie WK 2014 Tweede ronde № 449 «onderlinge duels» 20:00 uur | Verenigde Arabische Emiraten                                                   | 3 – 0 | India | Sjeik Khalifastadion, Al Ain Toeschouwers: 3.179 Scheidsrechter: Banjar Al-Dosari (QAT) |
| 23 juli Kwalificatie WK 2014 Tweede ronde № 449 «onderlinge duels» 20:00 uur | Hamdan Al-Kamali 21' (pen.) Mohamed Al-Shehhi 29' (pen.) Ismail Al-Hammadi 81' |       |       | Sjeik Khalifastadion, Al Ain Toeschouwers: 3.179 Scheidsrechter: Banjar Al-Dosari (QAT) |

|                                                                              |                                          |       |                                          |                                                                                      |
| 28 juli Kwalificatie WK 2014 Tweede ronde № 450 «onderlinge duels» 19:30 uur | India                                    | 2 – 2 | Verenigde Arabische Emiraten             | Ambedkarstadion, Delhi Toeschouwers: 13.000 Scheidsrechter: Abdul Malik Bashir (SIN) |
| 28 juli Kwalificatie WK 2014 Tweede ronde № 450 «onderlinge duels» 19:30 uur | Jeje Lalpekhlua 74' Gouramangi Singh 90' |       | 40' Mohamed Al-Shehhi 72' Ali Al-Wehaibi | Ambedkarstadion, Delhi Toeschouwers: 13.000 Scheidsrechter: Abdul Malik Bashir (SIN) |

|                                                                   |                                                               |       |                    |                                    |
| 25 augustus Vriendschappelijk № 451 «onderlinge duels»' 22:30 uur | Verenigde Arabische Emiraten                                  | 3 – 1 | Qatar              | Tahnoun Bin Mohamedstadion, Al Ain |
| 25 augustus Vriendschappelijk № 451 «onderlinge duels»' 22:30 uur | Hamdan Al-Kamali 24' (pen.) Ahmed Khalil 60' Ahmed Khalil 68' |       | 88' Marcone Amaral | Tahnoun Bin Mohamedstadion, Al Ain |

|                                                                             |                                        |       |                                                                  |                                                                                      |
| 2 september Kwalificatie WK 2014 Groep B № 452 «onderlinge duels» 19:30 uur | Verenigde Arabische Emiraten           | 2 – 3 | Koeweit                                                          | Sjeik Zayidstadion, Abu Dhabi Toeschouwers: 8.715 Scheidsrechter: Muhsen Basma (SYR) |
| 2 september Kwalificatie WK 2014 Groep B № 452 «onderlinge duels» 19:30 uur | Ismail Al-Hammadi 84' Ahmad Khalil 89' |       | 7' Yousef Al-Sulaiman 51' Bader Al-Muttwa 65' Yousef Al-Sulaiman | Sjeik Zayidstadion, Abu Dhabi Toeschouwers: 8.715 Scheidsrechter: Muhsen Basma (SYR) |

|                                                                             |                                                               |       |                              |                                                                                           |
| 6 september Kwalificatie WK 2014 Groep B № 453 «onderlinge duels» 16:00 uur | Libanon                                                       | 3 – 1 | Verenigde Arabische Emiraten | Camille Chamounstadion, Beiroet Toeschouwers: 4.000 Scheidsrechter: Alireza Faghani (IRN) |
| 6 september Kwalificatie WK 2014 Groep B № 453 «onderlinge duels» 16:00 uur | Mohammed Ghaddar 37' (pen.) Akram Moghrabi 52' Roda Antar 83' |       | 15' Ismail Al-Hammadi        | Camille Chamounstadion, Beiroet Toeschouwers: 4.000 Scheidsrechter: Alireza Faghani (IRN) |

|                                                                |                          |       |                              |                                                              |
| 6 oktober Vriendschappelijk № 454 «onderlinge duels» 18:30 uur | China                    | 2 – 1 | Verenigde Arabische Emiraten | Tianhestadion, Guangzhou Scheidsrechter: Jarnail Singh (ENG) |
| 6 oktober Vriendschappelijk № 454 «onderlinge duels» 18:30 uur | Sun Xiang 5' Gao Lin 15' |       | 86' Eisa Ahmed               | Tianhestadion, Guangzhou Scheidsrechter: Jarnail Singh (ENG) |

|                                                                            |                                                |       |                              |                                                                                  |
| 11 oktober Kwalificatie WK 2014 Groep B № 455 «onderlinge duels» 21:00 uur | Zuid-Korea                                     | 2 – 1 | Verenigde Arabische Emiraten | Suwon World Cupstadion, Suwon Toeschouwers: 28.689 Scheidsrechter: Tan Hai (CHN) |
| 11 oktober Kwalificatie WK 2014 Groep B № 455 «onderlinge duels» 21:00 uur | Park Chu-young 55' Hamdan Al-Kamali 64' (e.d.) |       | 90' Ismail Matar             | Suwon World Cupstadion, Suwon Toeschouwers: 28.689 Scheidsrechter: Tan Hai (CHN) |

|                                                                             |                              |                                    |            |                                                                                 |
| 11 november Kwalificatie WK 2014 Groep B № 456 «onderlinge duels» 21:00 uur | Verenigde Arabische Emiraten | 0 – 2                              | Zuid-Korea | Al-Ahlistadion, Dubai Toeschouwers: 8.272 Scheidsrechter: Ravshan Irmatov (UZB) |
| 11 november Kwalificatie WK 2014 Groep B № 456 «onderlinge duels» 21:00 uur |                              | 88' Lee Keun-ho 90' Park Chu-young |            | Al-Ahlistadion, Dubai Toeschouwers: 8.272 Scheidsrechter: Ravshan Irmatov (UZB) |

|                                                                             |                                            |       |                              | |
| 15 november Kwalificatie WK 2014 Groep B № 457 «onderlinge duels» 16:30 uur | Koeweit                                    | 2 – 1 | Verenigde Arabische Emiraten | Al-Sadaqua Walsalamstadion, Koeweit-Stad Toeschouwers: 10.000 Scheidsrechter: Abdullah Al-Hilali (OMA) |
| 15 november Kwalificatie WK 2014 Groep B № 457 «onderlinge duels» 16:30 uur | Fahad Al-Enezi 50' Waleed Abbas 68' (e.d.) |       | 19' Ismail Matar             | Al-Sadaqua Walsalamstadion, Koeweit-Stad Toeschouwers: 10.000 Scheidsrechter: Abdullah Al-Hilali (OMA) |

### 2012
|                                                                 |                              |       |             |                                                                      |
| 29 januari Vriendschappelijk № 458 «onderlinge duels» 17:30 uur | Verenigde Arabische Emiraten | 1 – 0 | Oezbekistan | Sjeik Zayidstadion, Abu Dhabi Scheidsrechter: Yasser Al-Rawahi (OMA) |
| 29 januari Vriendschappelijk № 458 «onderlinge duels» 17:30 uur | Ismail Matar 72'             |       |             | Sjeik Zayidstadion, Abu Dhabi Scheidsrechter: Yasser Al-Rawahi (OMA) |

|                                                                  |                              |       |           |                             |
| 24 februari Vriendschappelijk № 459 «onderlinge duels» 15:00 uur | Verenigde Arabische Emiraten | 3 – 0 | Palestina | Al-Nahyanstadion, Abu Dhabi |
| 24 februari Vriendschappelijk № 459 «onderlinge duels» 15:00 uur |                              |       |           | Al-Nahyanstadion, Abu Dhabi |

|                                                                             |                                                                         |       |                                         |                                                                                    |
| 29 februari Kwalificatie WK 2014 Groep B № 460 «onderlinge duels» 15:00 uur | Verenigde Arabische Emiraten                                            | 4 – 2 | Libanon                                 | Al-Nahyanstadion, Abu Dhabi Toeschouwers: 10.000 Scheidsrechter: Peter Green (AUS) |
| 29 februari Kwalificatie WK 2014 Groep B № 460 «onderlinge duels» 15:00 uur | Basheer Saeed 20' Ali Al-Wehaibi 38' Ismail Matar 69' Basheer Saeed 78' |       | 23' Mahmoud El Ali 45+1' Hassan Maatouk | Al-Nahyanstadion, Abu Dhabi Toeschouwers: 10.000 Scheidsrechter: Peter Green (AUS) |

|                                                                  |                   |       |                              |                                                                                      |
| 6 september Vriendschappelijk № 461 «onderlinge duels» 19:20 uur | Japan             | 1 – 0 | Verenigde Arabische Emiraten | Denka Big Swan Stadium, Niigata Toeschouwers: 42.020 Scheidsrechter: Ma Mingyu (CHN) |
| 6 september Vriendschappelijk № 461 «onderlinge duels» 19:20 uur | Mike Havenaar 69' |       |                              | Denka Big Swan Stadium, Niigata Toeschouwers: 42.020 Scheidsrechter: Ma Mingyu (CHN) |

|                                                                   |                                                              |       |         |                                                                                        |
| 11 september Vriendschappelijk № 462 «onderlinge duels» 19:30 uur | Verenigde Arabische Emiraten                                 | 3 – 0 | Koeweit | Al-Rashidstadion, Abu Dhabi Toeschouwers: 18.000 Scheidsrechter: Mohammad Arafah (JOR) |
| 11 september Vriendschappelijk № 462 «onderlinge duels» 19:30 uur | Saeed Al-Khatiri 35' Habib Abdulla 76' Walid Al-Balooshi 84' |       |         | Al-Rashidstadion, Abu Dhabi Toeschouwers: 18.000 Scheidsrechter: Mohammad Arafah (JOR) |

|                                                                 |                                       |       |                                        |                          |
| 12 oktober Vriendschappelijk № 463 «onderlinge duels» 18:35 uur | Verenigde Arabische Emiraten          | 2 – 2 | Oezbekistan                            | Al-Maktoumstadion, Dubai |
| 12 oktober Vriendschappelijk № 463 «onderlinge duels» 18:35 uur | Ismail Matar 28' Saeed Al-Kathiri 61' |       | 45' Sanjar Tursunov 66' Server Jeparov | Al-Maktoumstadion, Dubai |

|                                                                 | |       |                                                 |                          |
| 16 oktober Vriendschappelijk № 464 «onderlinge duels» 18:35 uur | Verenigde Arabische Emiraten                                                                                  | 6 – 2 | Bahrein                                         | Al-Maktoumstadion, Dubai |
| 16 oktober Vriendschappelijk № 464 «onderlinge duels» 18:35 uur | Ali Mabkhout 18' Ali Mabkhout 39' Hamdan Al-Kamali 49' Ali Mabkhout 53' Ali Mabkhout 65' Omar Abdulrahman 87' |       | 5' (pen.) Ismail Abdullatif 27' Husain Ali Baba | Al-Maktoumstadion, Dubai |

|                                                                  |                                              |       |                    |                                                                                                |
| 14 november Vriendschappelijk № 465 «onderlinge duels» 19:30 uur | Verenigde Arabische Emiraten                 | 2 – 1 | Estland            | Mohammed Bin Zayedstadion, Abu Dhabi Toeschouwers: 20.000 Scheidsrechter: Sami Al-Nemari (KSA) |
| 14 november Vriendschappelijk № 465 «onderlinge duels» 19:30 uur | Hamdan Al-Kamali 31' (pen.) Ali Mabkhout 70' |       | 45' Jarmo Ahjupera | Mohammed Bin Zayedstadion, Abu Dhabi Toeschouwers: 20.000 Scheidsrechter: Sami Al-Nemari (KSA) |

|                                                                  |       |                                         |                              |                            |
| 25 december Vriendschappelijk № 466 «onderlinge duels» 17:15 uur | Jemen | 0 – 2                                   | Verenigde Arabische Emiraten | Sjeik Khalifastadion, Doha |
| 25 december Vriendschappelijk № 466 «onderlinge duels» 17:15 uur |       | 61' Amer Al-Hammad 82' Omar Abdulrahman |                              | Sjeik Khalifastadion, Doha |

|                                                                  |                       |       |                                                            |                            |
| 29 december Vriendschappelijk № 467 «onderlinge duels» 17:15 uur | Jemen                 | 1 – 3 | Verenigde Arabische Emiraten                               | Sjeik Khalifastadion, Doha |
| 29 december Vriendschappelijk № 467 «onderlinge duels» 17:15 uur | Mohammed Al-Abidi 90' |       | 28' Ahmed Khalil 78' Saeed Al-Kathiri 89' Abdulaziz Haikal | Sjeik Khalifastadion, Doha |

### 2013
| Golf Cup of Nations 2013 |
| ------------------------ |

|                                                                          |                                                         |       |                            |                                                                                         |
| 5 januari Golf Cup of Nations Groep A № 468 «onderlinge duels» 20:15 uur | Verenigde Arabische Emiraten                            | 3 – 1 | Qatar                      | Madinat 'Isastadion, Manama Toeschouwers: 20.000 Scheidsrechter: Khalil Al-Ghamdi (KSA) |
| 5 januari Golf Cup of Nations Groep A № 468 «onderlinge duels» 20:15 uur | Omar Abdulrahman 13' Ali Mabkhout 28' Mohamed Ahmad 66' |       | 11' (pen.) Khalfan Ibrahim | Madinat 'Isastadion, Manama Toeschouwers: 20.000 Scheidsrechter: Khalil Al-Ghamdi (KSA) |

|                                                                          |                          |       |                                   |                                                                                  |
| 8 januari Golf Cup of Nations Groep A № 469 «onderlinge duels» 18:15 uur | Bahrein                  | 1 – 2 | Verenigde Arabische Emiraten      | Nationaal stadion, Riffa Toeschouwers: 35.000 Scheidsrechter: Ali Al-Qaysi (IRQ) |
| 8 januari Golf Cup of Nations Groep A № 469 «onderlinge duels» 18:15 uur | Abdulwahab Al-Malood 75' |       | 40' Ali Mabkhout 85' Majed Hassan | Nationaal stadion, Riffa Toeschouwers: 35.000 Scheidsrechter: Ali Al-Qaysi (IRQ) |

|                                                                           |      |                                   |                              |                                                                                         |
| 11 januari Golf Cup of Nations Groep A № 470 «onderlinge duels» 16:45 uur | Oman | 0 – 2                             | Verenigde Arabische Emiraten | Madinat 'Isastadion, Manama Toeschouwers: 7.000 Scheidsrechter: Yousef Al-Marzouq (KUW) |
| 11 januari Golf Cup of Nations Groep A № 470 «onderlinge duels» 16:45 uur |      | 83' Ahmed Khalil 86' Ahmed Khalil |                              | Madinat 'Isastadion, Manama Toeschouwers: 7.000 Scheidsrechter: Yousef Al-Marzouq (KUW) |

|                                                                                |                              |       |         |                                                                                        |
| 15 januari Golf Cup of Nations Halve finale № 471 «onderlinge duels» 16:15 uur | Verenigde Arabische Emiraten | 1 – 0 | Koeweit | Nationaal stadion, Riffa Toeschouwers: 30.000 Scheidsrechter: Abdullah Al-Hilali (OMA) |
| 15 januari Golf Cup of Nations Halve finale № 471 «onderlinge duels» 16:15 uur | Ahmed Khalil 89'             |       |         | Nationaal stadion, Riffa Toeschouwers: 30.000 Scheidsrechter: Abdullah Al-Hilali (OMA) |

|                                                                          |                                             |              |                    |                                                                                      |
| 18 januari Golf Cup of Nations Finale № 472 «onderlinge duels» 19:00 uur | Verenigde Arabische Emiraten                | 2 – 1 (n.v.) | Irak               | Nationaal stadion, Riffa Toeschouwers: 30.000 Scheidsrechter: Khalil Al-Ghamdi (KSA) |
| 18 januari Golf Cup of Nations Finale № 472 «onderlinge duels» 19:00 uur | Omar Abdulrahman 28' Ismail Al-Hammadi 107' |              | 81' Younis Mahmoud | Nationaal stadion, Riffa Toeschouwers: 30.000 Scheidsrechter: Khalil Al-Ghamdi (KSA) |

|  |  |  |  |  |  |  |  |  |

|                                                                            |                    |       |                                         |                                                                                     |
| 6 februari Kwalificatie AK 2015 Groep E № 473 «onderlinge duels» 17:00 uur | Vietnam            | 1 – 2 | Verenigde Arabische Emiraten            | Nationaal stadion, Hanoi Toeschouwers: 7.200 Scheidsrechter: Strebre Delovski (AUS) |
| 6 februari Kwalificatie AK 2015 Groep E № 473 «onderlinge duels» 17:00 uur | Quốc Anh Huỳnh 59' |       | 6' (pen.) Ahmed Khalil 67' Habib Fardan | Nationaal stadion, Hanoi Toeschouwers: 7.200 Scheidsrechter: Strebre Delovski (AUS) |

|                                                                          |                                   |       |                    |                                                                                  |
| 22 maart Kwalificatie AK 2015 Groep E № 474 «onderlinge duels» 16:45 uur | Verenigde Arabische Emiraten      | 2 – 1 | Oezbekistan        | Sjeik Zayidstadion, Abu Dhabi Toeschouwers: 21.357 Scheidsrechter: Tan Hai (CHN) |
| 22 maart Kwalificatie AK 2015 Groep E № 474 «onderlinge duels» 16:45 uur | Ahmed Khalil 58' Ali Mabkhout 61' |       | 16' Shoruh Gadojev | Sjeik Zayidstadion, Abu Dhabi Toeschouwers: 21.357 Scheidsrechter: Tan Hai (CHN) |

|                                                                  |                                                              |       |                                                   |                                                                 |
| 5 september Vriendschappelijk № 475 «onderlinge duels» 18:00 uur | Trinidad en Tobago                                           | 3 – 3 | Verenigde Arabische Emiraten                      | Koning Fahdstadion, Riyad Scheidsrechter: Fahad Al-Oraini (KSA) |
| 5 september Vriendschappelijk № 475 «onderlinge duels» 18:00 uur | Willis Plaza 56' Kenwyne Jones 87' (pen.) Kevin Molino 90+2' |       | 5' Habib Fardan 37' Ali Mabkhout 54' Ahmed Khalil | Koning Fahdstadion, Riyad Scheidsrechter: Fahad Al-Oraini (KSA) |

|                                                                  |                                   |       |               |                                                                  |
| 9 september Vriendschappelijk № 476 «onderlinge duels» 21:45 uur | Verenigde Arabische Emiraten      | 2 – 0 | Nieuw-Zeeland | Koning Fahdstadion, Riyad Scheidsrechter: Fahad Al-Mirdasi (KSA) |
| 9 september Vriendschappelijk № 476 «onderlinge duels» 21:45 uur | Ahmed Khalil 11' Ali Mabkhout 56' |       |               | Koning Fahdstadion, Riyad Scheidsrechter: Fahad Al-Mirdasi (KSA) |

|                                                                |                                       |       |      |                           |
| 5 oktober Vriendschappelijk № 477 «onderlinge duels» 21:45 uur | Verenigde Arabische Emiraten          | 2 – 0 | Laos | Shenzhenstadion, Shenzhen |
| 5 oktober Vriendschappelijk № 477 «onderlinge duels» 21:45 uur | Salem Al-Rejaibi 65' Ali Mabkhout 79' |       |      | Shenzhenstadion, Shenzhen |

|                                                                |                              |       |                  |                           |
| 9 oktober Vriendschappelijk № 478 «onderlinge duels» 18:00 uur | Verenigde Arabische Emiraten | 3 – 1 | Maleisië         | Shenzhenstadion, Shenzhen |
| 9 oktober Vriendschappelijk № 478 «onderlinge duels» 18:00 uur | Ahmed Khalil Ali Mabkhout    |       | Mohd Safiq Rahim | Shenzhenstadion, Shenzhen |

|                                                                            |          |                                                                      |                              |                                                                                    |
| 15 oktober Kwalificatie AK 2015 Groep E № 479 «onderlinge duels» 20:00 uur | Hongkong | 0 – 4                                                                | Verenigde Arabische Emiraten | Hongkongstadion, Hongkong Toeschouwers: 7.923 Scheidsrechter: Kim Jong-hyeok (KOR) |
| 15 oktober Kwalificatie AK 2015 Groep E № 479 «onderlinge duels» 20:00 uur |          | 30' Ali Mabkhout 55' Ali Mabkhout 90' Ali Mabkhout 90+5' Walid Abbas |                              | Hongkongstadion, Hongkong Toeschouwers: 7.923 Scheidsrechter: Kim Jong-hyeok (KOR) |

|                                                                 |                                                                      |       |            |                             |
| 8 november Vriendschappelijk № 480 «onderlinge duels» 17:30 uur | Verenigde Arabische Emiraten                                         | 4 – 0 | Filipijnen | Al-Nahyanstadion, Abu Dhabi |
| 8 november Vriendschappelijk № 480 «onderlinge duels» 17:30 uur | Ali Mabkhout 30' Ali Mabkhout 55' Ali Mabkhout 90' Walid Abbas 90+5' |       |            | Al-Nahyanstadion, Abu Dhabi |

|                                                                             |                                                                        |       |          |                                                                                          |
| 15 november Kwalificatie AK 2015 Groep E № 481 «onderlinge duels» 19:30 uur | Verenigde Arabische Emiraten                                           | 4 – 0 | Hongkong | Sjeik Zayidstadion, Abu Dhabi Toeschouwers: 10.871 Scheidsrechter: Alireza Faghani (IRN) |
| 15 november Kwalificatie AK 2015 Groep E № 481 «onderlinge duels» 19:30 uur | Salem Al-Rejaibi 19' Walid Abbas 40' Ismail Matar 60' Ali Mabkhout 76' |       |          | Sjeik Zayidstadion, Abu Dhabi Toeschouwers: 10.871 Scheidsrechter: Alireza Faghani (IRN) |

|                                                                             |                                                                                        |       |         |                                                                                    |
| 19 november Kwalificatie AK 2015 Groep E № 482 «onderlinge duels» 18:30 uur | Verenigde Arabische Emiraten                                                           | 5 – 0 | Vietnam | Sjeik Zayidstadion, Abu Dhabi Toeschouwers: 9.674 Scheidsrechter: Ryuji Sato (JPN) |
| 19 november Kwalificatie AK 2015 Groep E № 482 «onderlinge duels» 18:30 uur | Waleed Abbas 19' Ismail Matar 25' Ali Mabkhout 31' Ali Mabkhout 37' Ahmed Khalil 90+2' |       |         | Sjeik Zayidstadion, Abu Dhabi Toeschouwers: 9.674 Scheidsrechter: Ryuji Sato (JPN) |

### 2014
|                                                                         |                   |       |                              |                                                                                    |
| 5 maart Kwalificatie AK 2015 Groep E № 483 «onderlinge duels» 17:00 uur | Oezbekistan       | 1 – 1 | Verenigde Arabische Emiraten | Bunyodkorstadion, Tasjkent Toeschouwers: 15.000 Scheidsrechter: Kim Sang-woo (KOR) |
| 5 maart Kwalificatie AK 2015 Groep E № 483 «onderlinge duels» 17:00 uur | Igor Sergejev 85' |       | 67' Ismail Al-Hammadi        | Bunyodkorstadion, Tasjkent Toeschouwers: 15.000 Scheidsrechter: Kim Sang-woo (KOR) |

|                                                             |                                                        |       |                                                                                            |                                                                                            |
| 27 mei Vriendschappelijk № 484 «onderlinge duels» 18:00 uur | Verenigde Arabische Emiraten                           | 3 – 4 | Armenië                                                                                    | Stade de la Fontenette, Carouge Toeschouwers: 1.500 Scheidsrechter: Adrien Jaccottet (SUI) |
| 27 mei Vriendschappelijk № 484 «onderlinge duels» 18:00 uur | Ismail Ahmed 40' Omar Abdulrahman 48' Mohnad Salem 83' |       | 36' Levon Hayrapetyan 42' Henrich Mchitarjan 64' Henrich Mchitarjan 68' Henrich Mchitarjan | Stade de la Fontenette, Carouge Toeschouwers: 1.500 Scheidsrechter: Adrien Jaccottet (SUI) |

|                                                             |                              |       |         |                                                                                    |
| 3 juni Vriendschappelijk № 485 «onderlinge duels» 18:00 uur | Verenigde Arabische Emiraten | 1 – 0 | Georgië | Stade des Arbères, Meyrin Toeschouwers: 1.200 Scheidsrechter: Stephan Studer (SUI) |
| 3 juni Vriendschappelijk № 485 «onderlinge duels» 18:00 uur | Habib Fardan Alfardan 74'    |       |         | Stade des Arbères, Meyrin Toeschouwers: 1.200 Scheidsrechter: Stephan Studer (SUI) |

|                                                                  |           |       |                              |                                                                                                   |
| 27 augustus Vriendschappelijk № 486 «onderlinge duels» 19:30 uur | Noorwegen | 0 – 0 | Verenigde Arabische Emiraten | Viking Stadion, Stavanger Toeschouwers: 7.611 Scheidsrechter: Mads-Kristoffer Kristoffersen (DEN) |
| 27 augustus Vriendschappelijk № 486 «onderlinge duels» 19:30 uur |           |       |                              | Viking Stadion, Stavanger Toeschouwers: 7.611 Scheidsrechter: Mads-Kristoffer Kristoffersen (DEN) |

|                                                                  |                           |       |                              |                                                                                                |
| 3 september Vriendschappelijk № 487 «onderlinge duels» 18:30 uur | Litouwen                  | 1 – 1 | Verenigde Arabische Emiraten | Tauernstadion, Matrei in Osttirol Toeschouwers: 200 Scheidsrechter: Robert Schörgenhofer (AUT) |
| 3 september Vriendschappelijk № 487 «onderlinge duels» 18:30 uur | Deivydas Matulevičius 42' |       | 90+3' Abdulaziz Sanqour      | Tauernstadion, Matrei in Osttirol Toeschouwers: 200 Scheidsrechter: Robert Schörgenhofer (AUT) |

|                                                                  |          |       |                              |                                                                                   |
| 7 september Vriendschappelijk № 488 «onderlinge duels» 20:00 uur | Paraguay | 0 – 0 | Verenigde Arabische Emiraten | Stadion Villach, Villach Toeschouwers: 1.000 Scheidsrechter: Harald Lechner (AUT) |
| 7 september Vriendschappelijk № 488 «onderlinge duels» 20:00 uur |          |       |                              | Stadion Villach, Villach Toeschouwers: 1.000 Scheidsrechter: Harald Lechner (AUT) |

|                                                                 |                              |       |           |                                                                        |
| 10 oktober Vriendschappelijk № 489 «onderlinge duels» 16:30 uur | Verenigde Arabische Emiraten | 0 – 0 | Australië | Sjeik Zayidstadion, Abu Dhabi Scheidsrechter: Vladislav Tseytlin (UZB) |
| 10 oktober Vriendschappelijk № 489 «onderlinge duels» 16:30 uur |                              |       |           | Sjeik Zayidstadion, Abu Dhabi Scheidsrechter: Vladislav Tseytlin (UZB) |

|                                                                 |                              |                                                                                           |             |                                                                        |
| 14 oktober Vriendschappelijk № 490 «onderlinge duels» 18:30 uur | Verenigde Arabische Emiraten | 0 – 4                                                                                     | Oezbekistan | Sjeik Zayidstadion, Abu Dhabi Scheidsrechter: Ibrahim Nour Eldin (EGY) |
| 14 oktober Vriendschappelijk № 490 «onderlinge duels» 18:30 uur |                              | 30' Timur Kapadze 45' (e.d.) Mohamed Ahmed Juma 68' Server Jeparov 90+2' Naurizbek Alimov |             | Sjeik Zayidstadion, Abu Dhabi Scheidsrechter: Ibrahim Nour Eldin (EGY) |

|                                                                 |                                                                  |       |                                     |                                       |
| 6 november Vriendschappelijk № 491 «onderlinge duels» 16:45 uur | Verenigde Arabische Emiraten                                     | 3 – 2 | Libanon                             | Prins Mohamed bin Fahdstadion, Dammam |
| 6 november Vriendschappelijk № 491 «onderlinge duels» 16:45 uur | Ahmed Khalil 42' (pen.) Ahmed Khalil 56' (pen.) Ahmed Khalil 66' |       | 58' Nour Mansour 62' Mahmoud Sbleni | Prins Mohamed bin Fahdstadion, Dammam |

| Golf Cup of Nations 2014 |
| ------------------------ |

|                                                                            |                              |       |      |                                                                              |
| 14 november Golf Cup of Nations Groep B № 492 «onderlinge duels» 16:45 uur | Verenigde Arabische Emiraten | 0 – 0 | Oman | Prins Abdullah al-Faisalstadion, Djedda Scheidsrechter: Maraj Al-Awaji (KSA) |
| 14 november Golf Cup of Nations Groep B № 492 «onderlinge duels» 16:45 uur |                              |       |      | Prins Abdullah al-Faisalstadion, Djedda Scheidsrechter: Maraj Al-Awaji (KSA) |

|                                                                            |                                   |       |                                            |                                                                              |
| 17 november Golf Cup of Nations Groep B № 493 «onderlinge duels» 17:45 uur | Verenigde Arabische Emiraten      | 2 – 2 | Koeweit                                    | Prins Faisal bin Fahdstadion, Riyad Scheidsrechter: Jameel Abdulhusain (BHR) |
| 17 november Golf Cup of Nations Groep B № 493 «onderlinge duels» 17:45 uur | Ali Mabkhout 18' Ali Mabkhout 35' |       | 37' Yousef Al-Sulaiman 39' Bader Al-Muttwa | Prins Faisal bin Fahdstadion, Riyad Scheidsrechter: Jameel Abdulhusain (BHR) |

|                                                                            |                                   |       |      |                                                                                |
| 20 november Golf Cup of Nations Groep B № 494 «onderlinge duels» 18:45 uur | Verenigde Arabische Emiraten      | 2 – 0 | Irak | Prins Abdullah al-Faisalstadion, Djedda Scheidsrechter: Fahad Al-Mirdasi (KSA) |
| 20 november Golf Cup of Nations Groep B № 494 «onderlinge duels» 18:45 uur | Ali Mabkhout 50' Ali Mabkhout 62' |       |      | Prins Abdullah al-Faisalstadion, Djedda Scheidsrechter: Fahad Al-Mirdasi (KSA) |

|                                                                                 |                                                               |       |                                   |                                                                    |
| 23 november Golf Cup of Nations Halve finale № 495 «onderlinge duels» 21:00 uur | Saoedi-Arabië                                                 | 3 – 2 | Verenigde Arabische Emiraten      | Koning Fahdstadion, Riyad Scheidsrechter: Valentin Kovalenko (UZB) |
| 23 november Golf Cup of Nations Halve finale № 495 «onderlinge duels» 21:00 uur | Nasser Al-Shamrani 19' Nawaf Al-Abed 22' Salem Al-Dossari 86' |       | 53' Ahmed Khalil 79' Ahmed Khalil | Koning Fahdstadion, Riyad Scheidsrechter: Valentin Kovalenko (UZB) |

|                                                                                 |                              |       |      | |
| 25 november Golf Cup of Nations Troostfinale № 496 «onderlinge duels» 16:45 uur | Verenigde Arabische Emiraten | 1 – 0 | Oman | Prins Abdullah al-Faisalstadion, Djedda Toeschouwers: 1.800 Scheidsrechter: Abdullah Al-Baloushi (QAT) |
| 25 november Golf Cup of Nations Troostfinale № 496 «onderlinge duels» 16:45 uur | Ali Mabkhout 60'             |       |      | Prins Abdullah al-Faisalstadion, Djedda Toeschouwers: 1.800 Scheidsrechter: Abdullah Al-Baloushi (QAT) |

|  |  |  |  |  |  |  |  |  |

|                                                                  |                              |       |          |                                                                   |
| 30 december Vriendschappelijk № 497 «onderlinge duels» 17:00 uur | Verenigde Arabische Emiraten | 1 – 0 | Jordanië | Robina Stadium, Gold Coast Scheidsrechter: Nathan MacDonald (AUS) |
| 30 december Vriendschappelijk № 497 «onderlinge duels» 17:00 uur | Robina Stadium 84'           |       |          | Robina Stadium, Gold Coast Scheidsrechter: Nathan MacDonald (AUS) |

### 2015
| Aziatisch kampioenschap voetbal 2015 |
| ------------------------------------ |

|                                                                               |                                                                     |       |                     |                                                                                     |
| 11 januari Aziatisch kampioenschap Groep C № 498 «onderlinge duels» 18:00 uur | Verenigde Arabische Emiraten                                        | 4 – 1 | Qatar               | Canberra Stadium, Canberra Toeschouwers: 5.531 Scheidsrechter: Kim Yong-hyeok (KOR) |
| 11 januari Aziatisch kampioenschap Groep C № 498 «onderlinge duels» 18:00 uur | Ahmed Khalil 37' Ahmed Khalil 52' Ali Mabkhout 56' Ali Mabkhout 89' |       | 22' Khalfan Ibrahim | Canberra Stadium, Canberra Toeschouwers: 5.531 Scheidsrechter: Kim Yong-hyeok (KOR) |

|                                                                               |                       |       |                                            |                                                                                  |
| 15 januari Aziatisch kampioenschap Groep C № 499 «onderlinge duels» 18:00 uur | Bahrein               | 1 – 2 | Verenigde Arabische Emiraten               | Canberra Stadium, Canberra Toeschouwers: 7.925 Scheidsrechter: Chris Beath (AUS) |
| 15 januari Aziatisch kampioenschap Groep C № 499 «onderlinge duels» 18:00 uur | Jaycee Okwunwanne 26' |       | 1' Ali Mabkhout 73' (e.d.) Mohamed Hussain | Canberra Stadium, Canberra Toeschouwers: 7.925 Scheidsrechter: Chris Beath (AUS) |

|                                                                               |                           |       |                              |                                                                                 |
| 19 januari Aziatisch kampioenschap Groep C № 500 «onderlinge duels» 19:00 uur | Iran                      | 1 – 0 | Verenigde Arabische Emiraten | Suncorp Stadium, Brisbane Toeschouwers: 11.394 Scheidsrechter: Ryuji Sato (JPN) |
| 19 januari Aziatisch kampioenschap Groep C № 500 «onderlinge duels» 19:00 uur | Reza Ghoochannejhad 90+1' |       |                              | Suncorp Stadium, Brisbane Toeschouwers: 11.394 Scheidsrechter: Ryuji Sato (JPN) |

|                                                                                   |                                                                                        |              |                                                                                        |                                                                                |
| 23 januari Aziatisch kampioenschap Kwartfinale № 501 «onderlinge duels» 20:30 uur | Japan                                                                                  | 1 – 1 (n.v.) | Verenigde Arabische Emiraten                                                           | ANZ Stadium, Sydney Toeschouwers: 19.094 Scheidsrechter: Alireza Faghani (IRN) |
| 23 januari Aziatisch kampioenschap Kwartfinale № 501 «onderlinge duels» 20:30 uur | Gaku Shibasaki 81'                                                                     |              | 7' Ali Mabkhout                                                                        | ANZ Stadium, Sydney Toeschouwers: 19.094 Scheidsrechter: Alireza Faghani (IRN) |
| 23 januari Aziatisch kampioenschap Kwartfinale № 501 «onderlinge duels» 20:30 uur | Strafschoppen                                                                          |              |                                                                                        | ANZ Stadium, Sydney Toeschouwers: 19.094 Scheidsrechter: Alireza Faghani (IRN) |
| 23 januari Aziatisch kampioenschap Kwartfinale № 501 «onderlinge duels» 20:30 uur | Keisuke Honda Makoto Hasebe Gaku Shibasaki Yohei Toyoda Masato Morishige Shinji Kagawa | 4 – 5        | Omar Abdulrahman Ali Mabkhout Khamis Esmaeel Majed Hassan Habib Al-Fardan Ismael Ahmed | ANZ Stadium, Sydney Toeschouwers: 19.094 Scheidsrechter: Alireza Faghani (IRN) |

|                                                                                    |                                       |       |        | |
| 27 januari Aziatisch kampioenschap Halve finale № 502 «onderlinge duels» 20:00 uur | Australië                             | 2 – 0 | V.A.E. | Newcastle International Sports Centre, Newcastle Toeschouwers: 21.079 Scheidsrechter: Ravshan Irmatov (UZB) |
| 27 januari Aziatisch kampioenschap Halve finale № 502 «onderlinge duels» 20:00 uur | Trent Sainsbury 3' Jason Davidson 14' |       |        | Newcastle International Sports Centre, Newcastle Toeschouwers: 21.079 Scheidsrechter: Ravshan Irmatov (UZB) |

|                                                                                    |                                  |       |                                                           | |
| 30 januari Aziatisch kampioenschap Troostfinale № 503 «onderlinge duels» 20:00 uur | Irak                             | 2 – 3 | Verenigde Arabische Emiraten                              | Newcastle International Sports Centre, Newcastle Toeschouwers: 12.829 Scheidsrechter: Nawaf Shukralla (BHR) |
| 30 januari Aziatisch kampioenschap Troostfinale № 503 «onderlinge duels» 20:00 uur | Waleed Salem 28' Amjad Kalaf 42' |       | 16' Ahmed Khalil 52' Ahmed Khalil 57' (pen.) Ali Mabkhout | Newcastle International Sports Centre, Newcastle Toeschouwers: 12.829 Scheidsrechter: Nawaf Shukralla (BHR) |

|  |  |  |  |  |  |  |  |  |

|                                                              |                                                    |       |                              |                                                                                  |
| 11 juni Vriendschappelijk № 504 «onderlinge duels» 17:20 uur | Zuid-Korea                                         | 3 – 0 | Verenigde Arabische Emiraten | KLFA Stadium, Kuala Lumpur Toeschouwers: 1.080 Scheidsrechter: Võ Minh Trí (VIE) |
| 11 juni Vriendschappelijk № 504 «onderlinge duels» 17:20 uur | Yeom Ki-hun 45' Lee Yong-jae 60' Lee Jung-hyub 90' |       |                              | KLFA Stadium, Kuala Lumpur Toeschouwers: 1.080 Scheidsrechter: Võ Minh Trí (VIE) |

|                                                                         |            |                      |                              |                                                                             |
| 16 juni Kwalificatie WK 2018 Groep A № 505 «onderlinge duels» 16:00 uur | Oost-Timor | 0 – 1                | Verenigde Arabische Emiraten | Shah Alamstadion, Shah Alam Toeschouwers: 200 Scheidsrechter: Ma Ning (CHN) |
| 16 juni Kwalificatie WK 2018 Groep A № 505 «onderlinge duels» 16:00 uur |            | 80' Omar Abdulrahman |                              | Shah Alamstadion, Shah Alam Toeschouwers: 200 Scheidsrechter: Ma Ning (CHN) |

|                                                                  |                              |       |         |                                                                |
| 28 augustus Vriendschappelijk № 506 «onderlinge duels» 19:15 uur | Verenigde Arabische Emiraten | 1 – 0 | Myanmar | Sjeik Zayidstadion, Abu Dhabi Scheidsrechter: Ali Shaban (KUW) |
| 28 augustus Vriendschappelijk № 506 «onderlinge duels» 19:15 uur | Mohamed Al-Akbari 45'        |       |         | Sjeik Zayidstadion, Abu Dhabi Scheidsrechter: Ali Shaban (KUW) |

|                                                                             | |        |          |                                                                                               |
| 3 september Kwalificatie WK 2018 Groep A № 507 «onderlinge duels» 19:15 uur | Verenigde Arabische Emiraten | 10 – 0 | Maleisië | Sjeik Zayidstadion, Abu Dhabi Toeschouwers: 7.822 Scheidsrechter: Abdulrahman Al-Jassim (QAT) |
| 3 september Kwalificatie WK 2018 Groep A № 507 «onderlinge duels» 19:15 uur | Mohnad Salem 16' Ali Mabkhout 22' Ahmed Khalil 24' Habib Fardan 25' Ahmed Khalil 29' Ali Mabkhout 33' Mohd Muslim Ahmad 37' (e.d.) Ahmed Khalil 70' Ali Mabkhout 76' Ahmed Khalil 78' |        |          | Sjeik Zayidstadion, Abu Dhabi Toeschouwers: 7.822 Scheidsrechter: Abdulrahman Al-Jassim (QAT) |

|                                                                             |           |       |                              |                                                                                           |
| 8 september Kwalificatie WK 2018 Groep A № 508 «onderlinge duels» 17:00 uur | Palestina | 0 – 0 | Verenigde Arabische Emiraten | Faisal Al-Husseinistadion, Ar-Ram Toeschouwers: 15.000 Scheidsrechter: Ali Al-Qaysi (PLE) |
| 8 september Kwalificatie WK 2018 Groep A № 508 «onderlinge duels» 17:00 uur |           |       |                              | Faisal Al-Husseinistadion, Ar-Ram Toeschouwers: 15.000 Scheidsrechter: Ali Al-Qaysi (PLE) |

|                                                                           |                                                        |       |                              | |
| 8 oktober Kwalificatie WK 2018 Groep A № 509 «onderlinge duels» 20:00 uur | Saoedi-Arabië                                          | 2 – 1 | Verenigde Arabische Emiraten | Prins Abdullah al-Faisalstadion, Djedda Toeschouwers: 32.482 Scheidsrechter: Muahmmad Taqi Bin Jahari (SIN) |
| 8 oktober Kwalificatie WK 2018 Groep A № 509 «onderlinge duels» 20:00 uur | Mohammad Al-Sahlawi 45' Mohammad Al-Sahlawi 90' (pen.) |       | 18' Ahmed Khalil             | Prins Abdullah al-Faisalstadion, Djedda Toeschouwers: 32.482 Scheidsrechter: Muahmmad Taqi Bin Jahari (SIN) |

|                                                                 |                                                                                           |       |                      |                               |
| 5 november Vriendschappelijk № 510 «onderlinge duels» 17:15 uur | Verenigde Arabische Emiraten                                                              | 5 – 1 | Turkmenistan         | Sjeik Zayidstadion, Abu Dhabi |
| 5 november Vriendschappelijk № 510 «onderlinge duels» 17:15 uur | Mohammed Abdulrahman 32' Amer Omar 38' Ali Mabkhout 64' Ali Mabkhout 76' Ali Mabkhout 81' |       | 58' Süleýman Muhadow | Sjeik Zayidstadion, Abu Dhabi |

|                                                                             | |       |            |                                                                                             |
| 12 november Kwalificatie WK 2018 Groep A № 511 «onderlinge duels» 17:15 uur | Verenigde Arabische Emiraten | 8 – 0 | Oost-Timor | Mohammed Bin Zayidstadion, Abu Dhabi Toeschouwers: 7.870 Scheidsrechter: Mohsen Torky (IRN) |
| 12 november Kwalificatie WK 2018 Groep A № 511 «onderlinge duels» 17:15 uur | Ahmed Ali 15' Ahmed Ali 21' Ahmed Khalil 43' Ahmed Khalil 53' (pen.) Abdulla Mousa 54' Ahmed Khalil 56' Ahmed Khalil 58' Ahmed Al-Hashmi 87' |       |            | Mohammed Bin Zayidstadion, Abu Dhabi Toeschouwers: 7.870 Scheidsrechter: Mohsen Torky (IRN) |

|                                                                             |                      |       |                                       |                                                                                  |
| 17 november Kwalificatie WK 2018 Groep A № 512 «onderlinge duels» 19:45 uur | Maleisië             | 1 – 2 | Verenigde Arabische Emiraten          | Shah Alamstadion, Shah Alam Toeschouwers: 100 Scheidsrechter: Masaaki Toma (JPN) |
| 17 november Kwalificatie WK 2018 Groep A № 512 «onderlinge duels» 19:45 uur | Baddrol Bakhtiar 59' |       | 22' Omar Abdulrahman 52' Ahmed Khalil | Shah Alamstadion, Shah Alam Toeschouwers: 100 Scheidsrechter: Masaaki Toma (JPN) |

### 2016
|                                                                 |                                        |       |                       |                                                                                  |
| 16 januari Vriendschappelijk № 513 «onderlinge duels» 14:20 uur | Verenigde Arabische Emiraten           | 2 – 1 | IJsland               | Al-Maktoumstadion, Dubai Toeschouwers: 500 Scheidsrechter: Srđan Jovanović (SRB) |
| 16 januari Vriendschappelijk № 513 «onderlinge duels» 14:20 uur | Ismail Al-Hammadi 25' Ali Mabkhout 48' |       | 13' Viðar Kjartansson | Al-Maktoumstadion, Dubai Toeschouwers: 500 Scheidsrechter: Srđan Jovanović (SRB) |

|                                                               | |       |                         |                                                                                      |
| 18 maart Vriendschappelijk № 514 «onderlinge duels» 18:00 uur | Verenigde Arabische Emiraten                                                                                      | 6 – 1 | Bangladesh              | Sjeik Zayidstadion, Dubai Toeschouwers: 25 Scheidsrechter: Mahmood Al-Majarafi (OMA) |
| 18 maart Vriendschappelijk № 514 «onderlinge duels» 18:00 uur | Ismail Al-Hammadi 22' Ahmed Khalil 49' Ismail Al-Hammadi 73' Salem Saleh 85' Salem Saleh 87' Ahmed Ali 90' (pen.) |       | 5' Mohammad Newaz Ziban | Sjeik Zayidstadion, Dubai Toeschouwers: 25 Scheidsrechter: Mahmood Al-Majarafi (OMA) |

|                                                                          |                                               |       |           |                                                                                       |
| 24 maart Kwalificatie WK 2018 Groep A № 515 «onderlinge duels» 19:00 uur | Verenigde Arabische Emiraten                  | 2 – 0 | Palestina | Sjeik Zayidstadion, Abu Dhabi Toeschouwers: 15.822 Scheidsrechter: Ben Williams (AUS) |
| 24 maart Kwalificatie WK 2018 Groep A № 515 «onderlinge duels» 19:00 uur | Ismail Al-Hammadi 32' Ahmed Khalil 60' (pen.) |       |           | Sjeik Zayidstadion, Abu Dhabi Toeschouwers: 15.822 Scheidsrechter: Ben Williams (AUS) |

|                                                                          |                              |       |                      |                                                                                                 |
| 29 maart Kwalificatie WK 2018 Groep A № 516 «onderlinge duels» 19:00 uur | Verenigde Arabische Emiraten | 1 – 1 | Saoedi-Arabië        | Mohammed Bin Zayidstadion, Abu Dhabi Toeschouwers: 32.325 Scheidsrechter: Nawaf Shukralla (BHR) |
| 29 maart Kwalificatie WK 2018 Groep A № 516 «onderlinge duels» 19:00 uur | Omar Abdulrahman 52'         |       | 24' Taisir Al-Jassim | Mohammed Bin Zayidstadion, Abu Dhabi Toeschouwers: 32.325 Scheidsrechter: Nawaf Shukralla (BHR) |

|                                                             |                              |       |                                                                            |                                                                                   |
| 3 juni Vriendschappelijk № 517 «onderlinge duels» 14:00 uur | Verenigde Arabische Emiraten | 1 – 3 | Jordanië                                                                   | Rajamangalastadion, Bangkok Toeschouwers: 5.000 Scheidsrechter: Aziz Asimov (UZB) |
| 3 juni Vriendschappelijk № 517 «onderlinge duels» 14:00 uur | Sultan Al-Shamsi 45+1'       |       | 8' (pen.) Baha'a Abdul-Rahman 51' Hamza Al-Dardour 68' Mohannad Al-Soulima | Rajamangalastadion, Bangkok Toeschouwers: 5.000 Scheidsrechter: Aziz Asimov (UZB) |

|                                                             |                      |       |                              |                                                                                       |
| 5 juni Vriendschappelijk № 518 «onderlinge duels» 17:00 uur | Syrië                | 1 – 0 | Verenigde Arabische Emiraten | Rajamangalastadion, Bangkok Toeschouwers: 4.582 Scheidsrechter: Khamis Al-Marri (QAT) |
| 5 juni Vriendschappelijk № 518 «onderlinge duels» 17:00 uur | Mahmoud Al-Mawas 50' |       |                              | Rajamangalastadion, Bangkok Toeschouwers: 4.582 Scheidsrechter: Khamis Al-Marri (QAT) |

|                                                                  |                                            |       |                              |                           |
| 24 augustus Vriendschappelijk № 519 «onderlinge duels» 18:30 uur | Noord-Korea                                | 2 – 0 | Verenigde Arabische Emiraten | Sjanghaistadion, Sjanghai |
| 24 augustus Vriendschappelijk № 519 «onderlinge duels» 18:30 uur | Jong Il-gwan 25' (pen.) Myong Cha-hyon 42' |       |                              | Sjanghaistadion, Sjanghai |

|                                                                             |                   |       |                                          |                                                                                          |
| 1 september Kwalificatie WK 2018 Groep B № 520 «onderlinge duels» 19:35 uur | Japan             | 1 – 2 | Verenigde Arabische Emiraten             | Saitamastadion, Saitama Toeschouwers: 58.895 Scheidsrechter: Abdulrahman Al-Jassim (QAT) |
| 1 september Kwalificatie WK 2018 Groep B № 520 «onderlinge duels» 19:35 uur | Keisuke Honda 11' |       | 20' Ahmed Khalil 54' (pen.) Ahmed Khalil | Saitamastadion, Saitama Toeschouwers: 58.895 Scheidsrechter: Abdulrahman Al-Jassim (QAT) |

|                                                                             |                              |                |           |                                                                                                |
| 6 september Kwalificatie WK 2018 Groep B № 521 «onderlinge duels» 18:30 uur | Verenigde Arabische Emiraten | 0 – 1          | Australië | Mohammed Bin Zayidstadion, Abu Dhabi Toeschouwers: 40.893 Scheidsrechter: Mohamad Yaacob (MAS) |
| 6 september Kwalificatie WK 2018 Groep B № 521 «onderlinge duels» 18:30 uur |                              | 75' Tim Cahill |           | Mohammed Bin Zayidstadion, Abu Dhabi Toeschouwers: 40.893 Scheidsrechter: Mohamad Yaacob (MAS) |

|                                                                           |                                                      |       |                   |                                                                                              |
| 6 oktober Kwalificatie WK 2018 Groep B № 522 «onderlinge duels» 20:00 uur | Verenigde Arabische Emiraten                         | 3 – 1 | Thailand          | Mohammed Bin Zayidstadion, Abu Dhabi Toeschouwers: 18.242 Scheidsrechter: Liu Kwok Man (HKG) |
| 6 oktober Kwalificatie WK 2018 Groep B № 522 «onderlinge duels» 20:00 uur | Ali Mabkhout 15' Ali Mabkhout 47' Ahmed Khalil 90+3' |       | 65' Tana Chanabut | Mohammed Bin Zayidstadion, Abu Dhabi Toeschouwers: 18.242 Scheidsrechter: Liu Kwok Man (HKG) |

|                                                                            |                                                             |       |                              |                                                                                                   |
| 11 oktober Kwalificatie WK 2018 Groep B № 523 «onderlinge duels» 20:45 uur | Saoedi-Arabië                                               | 3 – 0 | Verenigde Arabische Emiraten | Prins Abdullah al-Faisalstadion, Djedda Toeschouwers: 60.102 Scheidsrechter: Kim Jong-hyeok (KOR) |
| 11 oktober Kwalificatie WK 2018 Groep B № 523 «onderlinge duels» 20:45 uur | Fahad Al-Muwallad 73' Nawaf Al-Abed 79' Yahya Al-Shehri 90' |       |                              | Prins Abdullah al-Faisalstadion, Djedda Toeschouwers: 60.102 Scheidsrechter: Kim Jong-hyeok (KOR) |

|                                                                 |                                   |       |         |                                                                                         |
| 9 november Vriendschappelijk № 524 «onderlinge duels» 18:20 uur | Verenigde Arabische Emiraten      | 2 – 0 | Bahrein | Hazza Bin Zayidstadion, Al Ain Toeschouwers: 60 Scheidsrechter: Mohamed Al-Kuwari (QAT) |
| 9 november Vriendschappelijk № 524 «onderlinge duels» 18:20 uur | Ismail Matar 31' Waleed Abbas 59' |       |         | Hazza Bin Zayidstadion, Al Ain Toeschouwers: 60 Scheidsrechter: Mohamed Al-Kuwari (QAT) |

|                                                                  |                                     |       |      |                                                                                                 |
| 15 november Vriendschappelijk № 525 «onderlinge duels» 19:20 uur | Verenigde Arabische Emiraten        | 2 – 0 | Irak | Mohammed Bin Zayidstadion, Abu Dhabi Toeschouwers: 14.583 Scheidsrechter: Ilgiz Tantasjev (UZB) |
| 15 november Vriendschappelijk № 525 «onderlinge duels» 19:20 uur | Ahmed Khalil 26' Ismail Matar 90+3' |       |      | Mohammed Bin Zayidstadion, Abu Dhabi Toeschouwers: 14.583 Scheidsrechter: Ilgiz Tantasjev (UZB) |

### 2017
|                                                                          |                              |                                  |       |                                                                                           |
| 23 maart Kwalificatie WK 2018 Groep B № 526 «onderlinge duels» 19:30 uur | Verenigde Arabische Emiraten | 0 – 2                            | Japan | Hazza Bin Zayedstadion, Al Ain Toeschouwers: 23.725 Scheidsrechter: Ravshan Irmatov (UZB) |
| 23 maart Kwalificatie WK 2018 Groep B № 526 «onderlinge duels» 19:30 uur |                              | 14' Yūya Kubo 51' Yasuyuki Konno |       | Hazza Bin Zayedstadion, Al Ain Toeschouwers: 23.725 Scheidsrechter: Ravshan Irmatov (UZB) |

|                                                                          |                                     |       |                              |                                                                                         |
| 28 maart Kwalificatie WK 2018 Groep B № 527 «onderlinge duels» 20:00 uur | Australië                           | 2 – 0 | Verenigde Arabische Emiraten | Sydney Football Stadium, Sydney Toeschouwers: 27.328 Scheidsrechter: Ahmed Al-Kaf (OMA) |
| 28 maart Kwalificatie WK 2018 Groep B № 527 «onderlinge duels» 20:00 uur | Jackson Irvine 7' Mathew Leckie 78' |       |                              | Sydney Football Stadium, Sydney Toeschouwers: 27.328 Scheidsrechter: Ahmed Al-Kaf (OMA) |

|                                                             |                                                                          |       |      |                                                                      |
| 7 juni Vriendschappelijk № 528 «onderlinge duels» 20:00 uur | Verenigde Arabische Emiraten                                             | 4 – 0 | Laos | Shah Alamstadion, Shah Alam Scheidsrechter: Suhaizi bin Shukri (MAS) |
| 7 juni Vriendschappelijk № 528 «onderlinge duels» 20:00 uur | Ali Mabkhout 13' Ahmed Khalil 38' Ali Mabkhout 47' Tareq Al-Khaddeim 71' |       |      | Shah Alamstadion, Shah Alam Scheidsrechter: Suhaizi bin Shukri (MAS) |

|                                                                         |                       |       |                              |                                                                                                |
| 13 juni Kwalificatie WK 2018 Groep B № 529 «onderlinge duels» 19:00 uur | Thailand              | 1 – 1 | Verenigde Arabische Emiraten | Rajamangalastadion, Bangkok Toeschouwers: 24.417 Scheidsrechter: Muhammad Taqi Aljaafari (SIN) |
| 13 juni Kwalificatie WK 2018 Groep B № 529 «onderlinge duels» 19:00 uur | Mongkol Tossakrai 69' |       | 90+3' Ali Mabkhout           | Rajamangalastadion, Bangkok Toeschouwers: 24.417 Scheidsrechter: Muhammad Taqi Aljaafari (SIN) |

|                                                                             |                                   |       |                          |                                                                                             |
| 29 augustus Kwalificatie WK 2018 Groep B № 530 «onderlinge duels» 20:30 uur | Verenigde Arabische Emiraten      | 2 – 1 | Saoedi-Arabië            | Hazza bin Zayedstadion, Abu Dhabi Toeschouwers: 10.221 Scheidsrechter: Kim Jong-hyeok (KOR) |
| 29 augustus Kwalificatie WK 2018 Groep B № 530 «onderlinge duels» 20:30 uur | Ali Mabkhout 21' Ahmed Khalil 60' |       | 20' (pen.) Nawaf Al-Abed | Hazza bin Zayedstadion, Abu Dhabi Toeschouwers: 10.221 Scheidsrechter: Kim Jong-hyeok (KOR) |

|                                                                             |                   |       |                              |                                                                                              |
| 5 september Kwalificatie WK 2018 Groep B № 531 «onderlinge duels» 17:00 uur | Irak              | 1 – 0 | Verenigde Arabische Emiraten | Amman International Stadium, Amman Toeschouwers: 2.185 Scheidsrechter: Adham Makhadmeh (JOR) |
| 5 september Kwalificatie WK 2018 Groep B № 531 «onderlinge duels» 17:00 uur | Ayman Hussein 29' |       |                              | Amman International Stadium, Amman Toeschouwers: 2.185 Scheidsrechter: Adham Makhadmeh (JOR) |

|                                                                  |                              |                   |       |                                                                                  |
| 10 november Vriendschappelijk № 532 «onderlinge duels» 15:00 uur | Verenigde Arabische Emiraten | 0 – 1             | Haïti | Sheikh Kalifastadion, Al Ain Toeschouwers: 200 Scheidsrechter: Ahmad Salem (UAE) |
| 10 november Vriendschappelijk № 532 «onderlinge duels» 15:00 uur |                              | 25' Duckens Nazon |       | Sheikh Kalifastadion, Al Ain Toeschouwers: 200 Scheidsrechter: Ahmad Salem (UAE) |

|                                                                  |                              |       |             |                                                                     |
| 14 november Vriendschappelijk № 533 «onderlinge duels» 17:30 uur | Verenigde Arabische Emiraten | 1 – 0 | Oezbekistan | Sheikh Kalifastadion, Al Ain Scheidsrechter: Turki Al-Khudair (KSA) |
| 14 november Vriendschappelijk № 533 «onderlinge duels» 17:30 uur | Ali Mabkhout 16'             |       |             | Sheikh Kalifastadion, Al Ain Scheidsrechter: Turki Al-Khudair (KSA) |

|                                                                    |      |                         |                              |                                                                |
| 22 december Golf Cup of Nations № 534 «onderlinge duels» 21:00 uur | Oman | 0 – 1                   | Verenigde Arabische Emiraten | Jaber Al-Ahmadstadion, Koeweit Scheidsrechter: Ali Sabah (IRQ) |
| 22 december Golf Cup of Nations № 534 «onderlinge duels» 21:00 uur |      | 28' (pen.) Ali Mabkhout |                              | Jaber Al-Ahmadstadion, Koeweit Scheidsrechter: Ali Sabah (IRQ) |

|                                                                    |                              |       |               |                                                                                       |
| 25 december Golf Cup of Nations № 535 «onderlinge duels» 17:30 uur | Verenigde Arabische Emiraten | 0 – 0 | Saoedi-Arabië | Jaber Al-Ahmadstadion, Koeweit Toeschouwers: 47.556 Scheidsrechter: Aziz Asimov (UZB) |
| 25 december Golf Cup of Nations № 535 «onderlinge duels» 17:30 uur |                              |       |               | Jaber Al-Ahmadstadion, Koeweit Toeschouwers: 47.556 Scheidsrechter: Aziz Asimov (UZB) |

|                                                                    |         |       |                              |                                                                |
| 28 december Golf Cup of Nations № 536 «onderlinge duels» 18:30 uur | Koeweit | 0 – 0 | Verenigde Arabische Emiraten | Jaber Al-Ahmadstadion, Koeweit Scheidsrechter: Ali Sabah (IRQ) |
| 28 december Golf Cup of Nations № 536 «onderlinge duels» 18:30 uur |         |       |                              | Jaber Al-Ahmadstadion, Koeweit Scheidsrechter: Ali Sabah (IRQ) |

### 2018
|                                                                  |                                                           |              |                                                               |                                                                  |
| 2 januari Golf Cup of Nations № 537 «onderlinge duels» 20:30 uur | Irak                                                      | 0 – 0 (n.v.) | Verenigde Arabische Emiraten                                  | Jaber Al-Ahmadstadion, Koeweit Scheidsrechter: Aziz Asimov (UZB) |
| 2 januari Golf Cup of Nations № 537 «onderlinge duels» 20:30 uur |                                                           |              |                                                               | Jaber Al-Ahmadstadion, Koeweit Scheidsrechter: Aziz Asimov (UZB) |
| 2 januari Golf Cup of Nations № 537 «onderlinge duels» 20:30 uur | Strafschoppen                                             |              |                                                               | Jaber Al-Ahmadstadion, Koeweit Scheidsrechter: Aziz Asimov (UZB) |
| 2 januari Golf Cup of Nations № 537 «onderlinge duels» 20:30 uur | Alaa Abdul-Zahra Saad Abdul-Amir Humam Tariq Amjad Attwan | 2 – 4        | Ali Mabkhout Omar Abdulrahman Khamis Esmaeel Mohammed Barqesh | Jaber Al-Ahmadstadion, Koeweit Scheidsrechter: Aziz Asimov (UZB) |

|                                                                  |                                                                                                   |              |                                                                                         |                                                                 |
| 5 januari Golf Cup of Nations № 538 «onderlinge duels» 17:30 uur | Oman                                                                                              | 0 – 0 (n.v.) | Verenigde Arabische Emiraten                                                            | Jaber Al-Ahmadstadion, Koeweit Scheidsrechter: Ali Shaban (KUW) |
| 5 januari Golf Cup of Nations № 538 «onderlinge duels» 17:30 uur |                                                                                                   |              |                                                                                         | Jaber Al-Ahmadstadion, Koeweit Scheidsrechter: Ali Shaban (KUW) |
| 5 januari Golf Cup of Nations № 538 «onderlinge duels» 17:30 uur | Strafschoppen                                                                                     |              |                                                                                         | Jaber Al-Ahmadstadion, Koeweit Scheidsrechter: Ali Shaban (KUW) |
| 5 januari Golf Cup of Nations № 538 «onderlinge duels» 17:30 uur | Abdul Aziz Al-Muqbali Saad Al-Mukhaini Ahmed Mubarak Al-Mahaijri Said Al-Ruzaiqi Mohsin Al-Khaldi | 5 – 4        | Ali Mabkhout Ahmed Barman Mohamed Ismail Ahmed Ismail Mohammed Barqesh Omar Abdulrahman | Jaber Al-Ahmadstadion, Koeweit Scheidsrechter: Ali Shaban (KUW) |

|                                                              |                              |       |         |                                                                                   |
| 16 november Vriendschappelijk № «onderlinge duels» 18:25 uur | Verenigde Arabische Emiraten | 0 – 0 | Bolivia | Maktoum Bin Rashid Al Maktoumstadion, Duabi Scheidsrechter: Ammar Ashkanani (KUW) |
| 16 november Vriendschappelijk № «onderlinge duels» 18:25 uur |                              |       |         | Maktoum Bin Rashid Al Maktoumstadion, Duabi Scheidsrechter: Ammar Ashkanani (KUW) |

### 2019
UAEFA · A-internationals · Bondscoaches · Statistieken · Olympisch elftal · Vrouwenelftal van de Verenigde Arabische Emiraten · VA Emiraten U21 · VA Emiraten U19 · VA Emiraten U17
1972 – 1979 ·
1980 – 1989 ·
1990 – 1999 ·
2000 – 2009 ·
2010 – 2019 ·
2020 − 2029
OS 2012
Algerije ·
Andorra ·
Angola ·
Argentinië ·
Armenië ·
Australië ·
Azerbeidzjan ·
Bahrein ·
Bangladesh ·
Benin ·
Bolivia ·
Brazilië ·
Brunei ·
Bulgarije ·
Chili ·
China ·
Colombia ·
Costa Rica ·
Denemarken ·
Dominicaanse Republiek ·
Duitsland ·
Egypte ·
Estland ·
Filipijnen ·
Finland ·
Gabon ·
Gambia ·
Georgië ·
Haïti ·
Honduras ·
Hongarije ·
Hongkong ·
IJsland ·
India ·
Indonesië ·
Irak ·
Iran ·
Japan ·
Jemen ·
Joegoslavië ·
Jordanië ·
Kazachstan ·
Kenia ·
Kirgizië ·
Koeweit ·
Laos ·
Libanon ·
Libië ·
Litouwen ·
Maleisië ·
Malta ·
Marokko ·
Mauritanië ·
Moldavië ·
Myanmar ·
Nepal ·
Nieuw-Zeeland ·
Noord-Korea ·
Noorwegen ·
Oekraïne ·
Oezbekistan ·
Oman ·
Oost-Timor ·
Pakistan ·
Palestina ·
Paraguay ·
Peru ·
Polen ·
Qatar ·
Roemenië ·
Rusland ·
Saoedi-Arabië ·
Senegal ·
Singapore ·
Slovenië ·
Slowakije ·
Soedan ·
Sri Lanka ·
Syrië ·
Tadzjikistan ·
Thailand ·
Togo ·
Trinidad en Tobago ·
Tsjechië ·
Tunesië ·
Turkmenistan ·
Uruguay ·
Venezuela ·
Vietnam ·
Wit-Rusland ·
Zuid-Afrika ·
Zuid-Korea ·
Zweden ·
Zwitserland
AFC-zone: Afghanistan · Australië · Bahrein · Bangladesh · Bhutan · Brunei · Cambodja · China · Chinees Taipei · Filipijnen · Guam · Hongkong · India · Indonesië · Iran · Irak · Japan · Jemen · Jordanië · Koeweit · Kirgizië · Laos · Libanon · Macau · Maleisië · Maldiven · Mongolië · Myanmar · Nepal · Noord-Korea · Oezbekistan · Oman · Oost-Timor · Pakistan · Palestina · Qatar · Saoedi-Arabië · Singapore · Sri Lanka · Syrië · Tadjikistan · Thailand · Turkmenistan · Verenigde Arabische Emiraten · Vietnam · Zuid-Korea

CAF-zone: Algerije · Angola · Benin · Botswana · Burkina Faso · Burundi · Centraal-Afrikaanse Republiek · Comoren · Congo-Brazzaville · Congo-Kinshasa · Djibouti · Egypte · Equatoriaal-Guinea · Eritrea · Ethiopië · Gabon · Gambia · Ghana · Guinee · Guinee-Bissau · Ivoorkust · Kaapverdië · Kameroen · Kenia · Lesotho · Liberia · Libië · Madagaskar · Malawi · Mali · Mauritanië · Mauritius · Marokko · Mozambique · Namibië · Niger · Nigeria · Oeganda · Rwanda · Sao Tomé en Principe · Senegal · Seychellen · Sierra Leone · Soedan · Somalië · Swaziland · Tanzania · Togo · Tsjaad · Tunesië · Zambia · Zimbabwe · Zuid-Afrika · Zuid-Soedan 

CONCACAF-zone: Amerikaanse Maagdeneilanden · Anguilla · Antigua en Barbuda · Aruba · Bahama's · Barbados · Belize · Bermuda · Britse Maagdeneilanden · Canada · Kaaimaneilanden · Costa Rica · Cuba · Curaçao · Dominica · Dominicaanse Republiek · El Salvador · Frans Guyana · Grenada · Guadeloupe · Guatemala · Guyana · Haïti · Honduras · Jamaica · Martinique · Mexico · Montserrat · 
Nicaragua · Panama · Puerto Rico · Saint Kitts en Nevis · Saint Lucia · Saint Vincent en de Grenadines · Sint Maarten · Suriname · Trinidad en Tobago · Turks- en Caicoseilanden · Verenigde Staten

CONMEBOL-zone: Argentinië · Bolivia · Brazilië · Chili · Colombia · Ecuador · Paraguay · Peru · Uruguay · Venezuela

OFC-zone: Amerikaans-Samoa · Cookeilanden · Fiji · Nieuw-Caledonië · Nieuw-Zeeland · Papoea-Nieuw-Guinea · Samoa · Salomoneilanden · Tahiti · Tonga · Vanuatu

UEFA-zone: Albanië · Andorra · Armenië · Azerbeidzjan · België · Bosnië en Herzegovina · Bulgarije · Cyprus · Denemarken · Duitsland · Engeland · Estland · Faeröer · Finland · Frankrijk · Georgië · Gibraltar · Griekenland · Hongarije · IJsland · Ierland · Israël · Italië · Kazachstan · Kosovo · Kroatië · Letland · Liechtenstein · Litouwen · Luxemburg · Macedonië · Malta · Moldavië · Montenegro · Nederland · Noord-Ierland · Noorwegen · Oekraïne · Oostenrijk · Polen · Portugal · Roemenië · Rusland · San Marino · Schotland · Servië · Slovenië · Slowakije · Spanje · Tsjechië · Turkije · Wales · Wit-Rusland · Zweden · Zwitserland